# メルセデス・ベンツ・W114
メルセデス・ベンツ・W114（Mercedes Benz W114 ）は、ドイツの自動車メーカーであるダイムラー・ベンツがメルセデス・ベンツブランドで展開していた自動車である。W114は6気筒ガソリン車で、W115は4気筒ガソリン車、4気筒ディーゼル車及び5気筒ディーゼル車であった。
W110の後継として1968年から販売され、1976年にW123にバトンタッチする。

## 概要
W114/W115は1968年に発売されたことからstroke8とも呼ばれたが、一般的にはコンパクトという呼称で、上位モデルSクラスと区別された。「Sクラスより小型で扱いやすい」との意。次モデルのW123も、より小型の190クラス(W201)が登場するまでは「コンパクト」と呼ばれた。
世界初の5気筒ディーゼルエンジンを採用している。モデル240D 3.0、300D
1973年にはマイナーチェンジを行い、外観・内装の変更及びエンジンの改良が行われた。これは同年発表されたSクラス(W116)に準じた改良で、当時の安全実験車ESFでの研究成果を採り入れたものである。より高い位置に上げられたフロントバンパー、雨天走行時の窓汚れを低減するＡピラーとリアウインドウのレインチャンネル、ヘッドライトワイパー、泥などの汚れが付着しにくい凹凸形状のリアコンビネーションランプ、大きなセンターパッドをもつ衝撃吸収式ステアリング・ハンドル、フロント三角窓の廃止、猫の耳のような形状のヘッドレストなど。
クーペモデルはピラーレスハードトップで、モデル表記では、数字の次にCが付く。250C(2.5Lキャブレター)、250CE(2.8L燃料噴射)と280CE(2.8L燃料噴射ツインカム)がラインナップされた。ダイムラー・ベンツは1950年代からガソリンエンジンの燃料噴射技術に積極的に取り組んでおり、300SLRなどのレース専用モデルのみならず、市販型300SLなどの高価なスーパースポーツモデルにも採用してきた。1969年、250CEにダイムラー・ベンツの汎用乗用車として初めて電子制御式燃料噴射システム、Dジェトロニック採用した。以後、ボッシュ製K-ジェトロニック燃料噴射システムを採用するまでは、Dジェトロニックを採用。

## モデル

### W114
| シャーシコード | 製造年        | モデル | エンジン | エンジン | エンジン  |
| シャーシコード | 製造年        | モデル | 排気量   | モデル   | タイプ    |
| -------------- | ------------- | ------ | -------- | -------- | --------- |
| W114           | 1968年–1972年 | 230.6  | 2.3 L    | M180     | 直列6気筒 |
| W114           | 1968年–1972年 | 250    | 2.5 L    | M114     | 直列6気筒 |
| W114           | 1969年–1972年 | 250/8  | 2.5 L    | M130     | 直列6気筒 |
| W114           | 1969年–1972年 | 250C   | 2.5 L    | M130     | 直列6気筒 |
| W114           | 1972年–1976年 | 280    | 2.8 L    | M110     | 直列6気筒 |
| W114           | 1973年–1976年 | 280C   | 2.8 L    | M110     | 直列6気筒 |

### W115
| シャーシコード | 製造年        | モデル | エンジン | エンジン | エンジン             |
| シャーシコード | 製造年        | モデル | 排気量   | モデル   | タイプ               |
| -------------- | ------------- | ------ | -------- | -------- | -------------------- |
| W115           | 1968年–1973年 | 200    | 2.0 L    | M121     | 直列4気筒            |
| W115           | 1973年–1976年 | 200    | 2.0 L    | M115     | 直列4気筒            |
| W115           | 1968年–1973年 | 220    | 2.2 L    | M115     | 直列4気筒            |
| W115           | 1968年–1974年 | 220D   | 2.2 L    | OM615    | ディーゼル 直列4気筒 |
| W115           | 1973年–1976年 | 230.4  | 2.3 L    | M115     | 直列4気筒            |
| W115           | 1973年–1976年 | 240D   | 2.4 L    | OM616    | ディーゼル 直列4気筒 |
| W115           | 1975年–1976年 | 300D   | 3.0 L    | OM617    | ディーゼル 直列5気筒 |

## 走行記録
ギリシャ・テッサロニキのタクシー運転手グレゴリオス・サキニディスは1981年、1台の1976年式W115「240D」を、5年落ち22万km走行の中古車として西ドイツ本国で中古購入した。サキニディスはこれをギリシャ本国へ自力回送してタクシー営業に投入、エンジンはオーバーホール用のスペア分を用意して11回の換装を繰り返しながら、23年間走らせ続けた。新車から2004年7月までの累計走行距離は460万kmとなり、1台の乗用車としては他にほとんど例のない数値である。
2004年、ドイツ・シュトゥットガルトのメルセデス・ベンツ・ミュージアムはサキニディスに要請して該当のW115の寄贈を受け、同車はベンツ・ミュージアムに保存されている。ドイツまで自走してきたサキニディスには当時最新型のCクラスセダン（W203）が寄贈され、彼はこれに乗ってギリシャへ帰った。